# Lin Wang (Elefant)

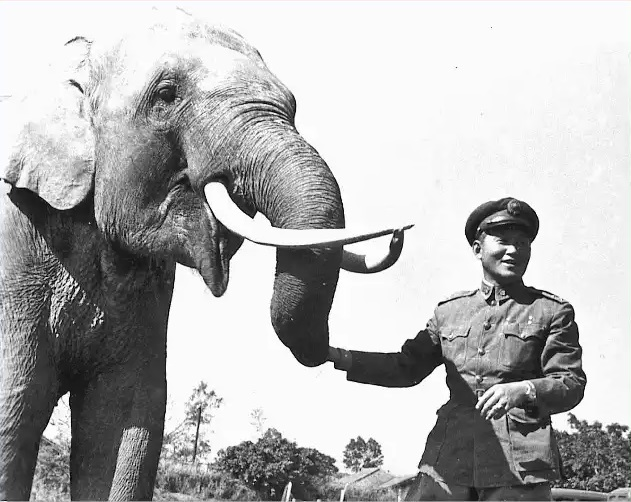
Lin Wang mit General Sun Li-jen (1947)

Lin Wang (chinesisch 林旺, Pinyin Lín Wàng; * 1917 in Birma; † 26. Februar 2003 im Zoo Taipeh, Taipeh) war ein Asiatischer Elefant, der während des Zweiten Japanisch-Chinesischen Krieges (1937–1945) von den chinesischen Expeditionsstreitkräften eingesetzt wurde und später mit den Kuomintang-Truppen nach Taiwan evakuiert wurde. Hier verbrachte er den Rest seines Lebens im Zoo Taipeh und war dessen bekanntestes Tier. Erwachsene und Kinder bezeichneten den Elefantenbullen liebevoll „Opa Lin Wang“. Mit einem Alter von 86 Jahren steht er im Guinness-Buch der Rekorde als der in Gefangenschaft lebende Elefant mit der höchsten Lebensdauer.

## Geschichte

### Japanisch-chinesischer Krieg
Nach dem Angriff Japans auf Pearl Harbor im Jahr 1941 wurde der 1937 begonnene Chinesisch-Japanische Krieg Teil des größeren Konflikts des Zweiten Weltkriegs. Als die Japaner begannen, die britischen Kolonien in Birma anzugreifen, stellte Chiang Kai-shek die Chinesische Expeditionsarmee unter der Führung von General Sun Li-jen auf, um im Birma-Feldzug zu kämpfen. Nach einer Schlacht in einem japanischen Lager im Jahr 1943 wurde Lin Wang zusammen mit zwölf anderen Elefanten von den Chinesen gefangen genommen. Diese Elefanten wurden von der japanischen Armee zum Transport von Nachschub und zum Ziehen von Artilleriegeschützen eingesetzt. Auch die alliierten Streitkräfte setzten diese Elefanten für ähnliche Aufgaben ein. Zu dieser Zeit erhielt Lin Wang den Namen „Ah Mei“ (阿美), was „Der Schöne“ bedeutet.
1945 wurde das Expeditionskorps nach China zurückgerufen. Die Elefanten und ihre Betreuer marschierten die Burmastraße entlang, und sechs Elefanten starben während des schwierigen Trecks. Als sie in Guangdong ankamen, war der Krieg bereits zu Ende. Der Dienst der Elefanten für die Armee war jedoch noch nicht vorbei. Sie beteiligten sich an der Errichtung einiger Denkmäler für die Gefallenen des Krieges und traten im Frühjahr 1946 auch in einem Zirkus auf, um Geld für die Hungerhilfe in der Provinz Hunan zu sammeln.
Später wurden vier Elefanten der Gruppe in die Zoos von Peking, Shanghai, Nanjing und Changsha geschickt. Die übrigen drei Elefanten, darunter Lin Wang, wurden in einen Park in Guangzhou umgesiedelt.

### In Taiwan
1947 wurde Sun Li-jen nach Taiwan geschickt, um neue Truppen auszubilden. Er nahm die drei Elefanten mit, wobei ein kranker Elefant auf der Reise über die Meerenge starb. Die beiden verbleibenden Elefanten wurden zum Transport von Baumstämmen und für andere einfache Aufgaben in der Nähe des Armeestützpunkts in Fongshan, Kaohsiung, eingesetzt. Im Jahr 1951 starb der andere Elefant und Lin Wang war der einzige, der von den ursprünglich dreizehn Elefanten aus der birmanischen Zeit übrig geblieben war.
1954 beschloss die Armee, Lin Wang in den Zoo von Taipeh zu geben, wo er seinen Lebensgefährten Malan (馬蘭) kennenlernte. Zu dieser Zeit hieß Lin Wang noch „Ah Mei“, und der Zoowärter fand den Namen zu weiblich. So wurde sein Name in „König des Waldes“ (森林之王), abgekürzt „Lín Wáng“ (林王), geändert. Ein Reporter hörte den Namen jedoch falsch und veröffentlichte seinen Namen als Lín Wàng (林旺, anderes Schriftzeichen und andere Betonung), und dieser Name blieb für immer erhalten.
Lin Wang wurde das berühmteste und beliebteste Tier Taiwans, und 1983 veranstaltete der Zoo die erste Geburtstagsparty zu seinem sechsundsechzigsten Geburtstag. Seitdem wurde sein Geburtstag jedes Jahr am letzten Sonntag im Oktober im Zoo gefeiert und zog Tausende von Besuchern an, darunter auch die Bürgermeister von Taipeh. 1986 zog der Zoo um, und viele Bürger von Taipeh drängten sich auf den Straßen, um den Umzug der Tiere, insbesondere von Lin Wang, zu sehen.
Anfang 2003 erkrankte Lin Wang an Arthritis an seinem linken Hinterbein. Er begann, seinen Appetit zu verlieren, und auch andere Komplikationen traten auf. Sein Zustand verschlechterte sich und er starb am 26. Februar.
Seine mehrwöchige Trauerfeier wurde von Zehntausenden von Menschen besucht, von denen viele Karten und Blumen für den Elefanten niederlegten. Lin Wang wurde posthum vom Bürgermeister von Taipeh, Ma Ying-jeou, zum Ehrenbürger von Taipeh ernannt. Präsident Chen Shui-bian schickte einen Kranz mit einer Karte, die „an unseren ewigen Freund Lin Wang“ gerichtet war.

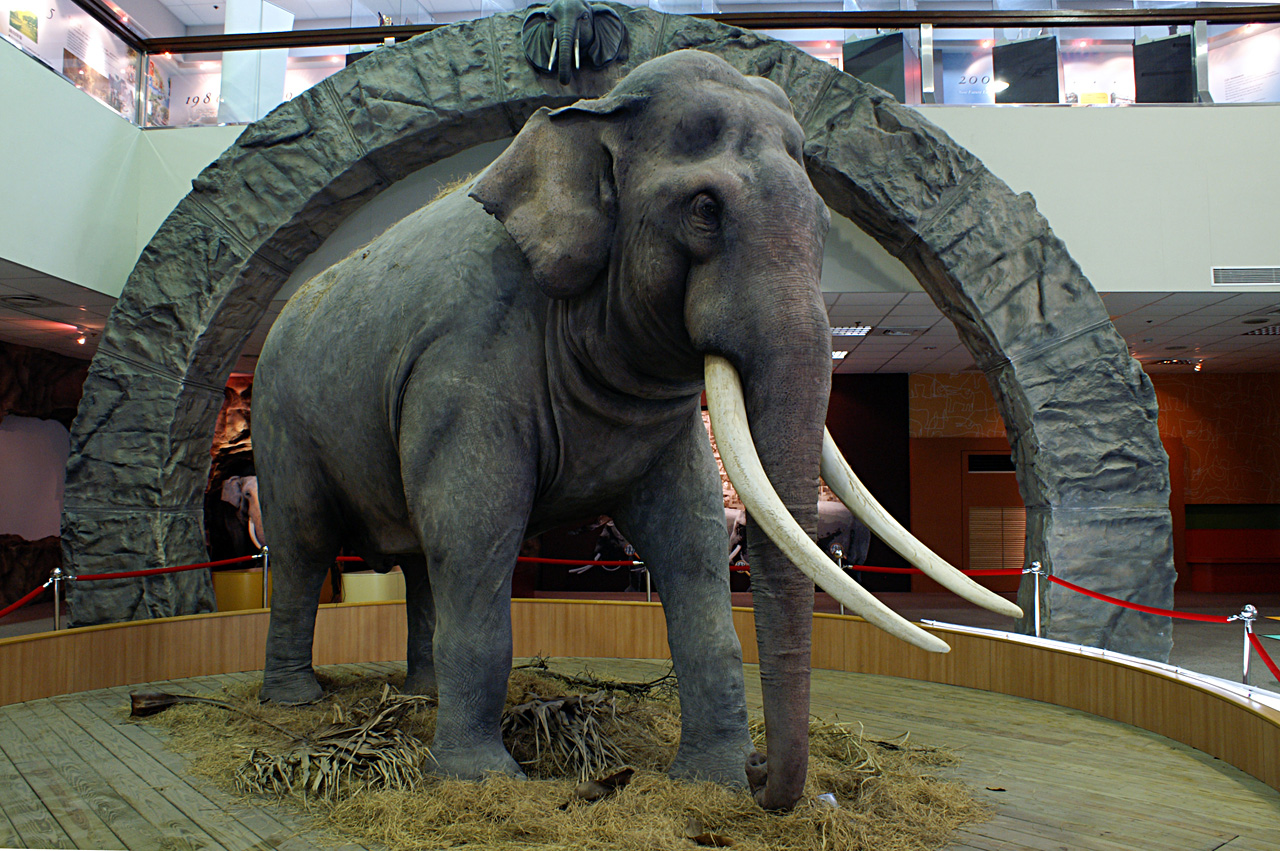
Präparat von Lin Wang im Zoo Taipeh

Verglichen mit der durchschnittlichen Lebenserwartung von 70 Jahren für einen typischen asiatischen Elefanten lebte Lin Wang viel länger und starb in seinem 86. Lebensjahr. Er ist der am längsten lebende Elefant in Gefangenschaft und übertraf damit die Lebenszeit der Elefantin Lakshmikutty aus Indien, welche 84 Jahre alt wurde, bevor sie 1997 starb.
Neben seinem Dienst in der Armee wurde Lin Wang auch zu einer kulturellen Ikone. Sein Leben spiegelte wichtige Ereignisse der Geschichte wider, wie die Kriege in China und später das Wirtschaftswunder in Taiwan, weshalb der Elefant ein Teil der Nationalidentität wurde. Im Jahr 2004 wurde Lin Wang mit einem lebensgroßen Präparat im Zoo von Taipeh verewigt, was dem Tierpräparator Lin-Wen Lung (林文龍) zu verdanken ist.